# True Beauty (webtoon)
True Beauty (en coreano: 여신 강림; Hanja : 女神 降臨; RR: Yeosin-gangnim ;  lit. The Advent of a Goddess), adaptado al español como Secretos de belleza, también conocido como The Secret of Angel y otros nombres, es un webtoon surcoreano escrito e ilustrado por Yaongyi (seudónimo de Kim Na Young). Publicado por primera vez en Naver Webtoon desde el 2 de abril de 2018, se centra en una joven que aprendió el arte del maquillaje en su adolescencia para transformarse en una «hermosa diosa» después de ser acosada y discriminada por ser percibido como fea.
En enero de 2021, la versión oficial en inglés de True Beauty ha acumulado 5.7 millones de suscriptores. Young Com lanzó una versión impresa a partir del 29 de octubre de 2020. También fue adaptada en una serie de televisión del mismo nombre que se estrenó en tvN el 9 de diciembre de 2020.
Una adaptación a serie animada coreana de 13 episodios se estrenó en agosto de 2024 por Crunchyroll.

## Trama
En su adolescencia, Lim Ju-gyeong es tratada injustamente por su familia y acosada por sus enemigos por ser percibida como fea. Ella comienza a aprender a usar el maquillaje viendo video tutoriales en Internet. Ella domina el arte y su cambio de imagen demuestra ser maravillosamente transformador, ya que rápidamente se eleva a la fama y la gente se asombra al ver su nueva belleza. Pronto, comienza a tener una  relación con dos de los chicos más guapos y populares de la escuela: Lee Su-ho, quien es el primero en reconocerla más allá de su maquillaje, y Han Seo-jun, un «chico malo» que no se lleva bien con Su-ho. Viviendo en una sociedad donde las personas son juzgadas según su apariencia física,  Ju-gyeong  navega a través de sus días de escuela secundaria y su vida universitaria mientras lucha por mantener su rostro sin maquillaje en secreto y enfrenta varios desafíos con su autoestima, su vida amorosa y su carrera
La trama de True Beauty se puede subdividir en los siguientes arcos narrativos:
- Historia de la escuela secundaria de  Ju-gyeong  (Prólogo, Capítulos 1-58)

1. El advenimiento de una diosa: Ju-gyeong  aprende y domina las artes del maquillaje (Prólogo, Chs. 1-3)
2. Su-ho reconoce a Ju-gyeong más allá de su maquillaje (Cap. 4-10)
3. El complot de Soo-jin contra Ju-gyeong (Cap. 11-16)
4. Ju-gyeong conoce a Seo-jun y Aiden (Cap. 17-24)
5. Ju-gyeong se convierte en la maquilladora de Go-woon (Cap. 25-28)
6. La tragedia de Yoon Se-yeon; Su-ho y Seo-jun se reconcilian (caps.29-38)
7. Las vacaciones de verano con Su-ho y Seo-jun (Cap. 39-47)
8. El último año en la escuela secundaria y la partida de Su-ho a Japón (Cap. 48-58)

- Entrando en la edad adulta (Cap. 59-actualidad)

1. Ju-gyeong en la universidad: la vida sin Su-ho y el enamoramiento de Seo-jun (Cap. 59-69)
2. Ju-gyeong lidia con sus celos (Cap. 70-73)
3. Ju-gyeong y Jin-su (Cap. 74-77)
4. Los múltiples trabajos a tiempo parcial de Seo-jun y su estrellato en Internet de la noche a la mañana (Cap. 78-86)
5. Su-ho regresa, Seo-jun reconoce el rostro desnudo de Ju-gyeong (Cap. 87-94)
6. Seo-jun regresa al entrenamiento de ídolos, Ju-gyeong trabaja con Selena Lee (Capítulos 95-99)
7. Ju-gyeong lidia con los celos de Seo-jun (caps. 100-109)
8. Ju-gyeong, Su-ho, Seo-jun y Aiden en Prince of Prince (caps. 110-119)
9. La lucha de Ju-gyeong por salir con un próximo ídolo; La ruptura de Ju-kyung y Seo-jun (caps.120-128)
10. Ju-gyeong y Seo-jun intentan seguir adelante con su ruptura (caps. 129-135)
11. Ju-gyeong y Eun-hye (caps. 136-143)
12. Ju-gyeong en la villa de la familia Lee (caps.144-147)
13. La canción de Seo-jun dedicada a Ju-gyeong (caps.148-150)
14. La terrible experiencia de Soo-jin con su novio abusivo (Cap.151-en curso)

## Personajes

### Principales
- Lim Ju-gyeong

una estudiante universitaria de cine de 21 años, una hábil maquilladora ycelebridad en las redes sociales, el primer (y actual) amor de Su-ho y la exnovia de Seo-jun; el protagonista del webtoon. Ju-kyung disfruta de leer cómics de terror y escuchar heavy metal. En su juventud, soportó las duras consecuencias de no ajustarse a al canon de belleza de la sociedad . En la familia, se la trata menos favorablemente que a sus dos hermanos relativamente guapos; en la escuela, la están intimidando y la tratan como a una chica de los recados. Buscando soluciones en Internet, descubre una gran cantidad de videotutoriales de maquillaje y pronto domina el arte para transformarse efectivamente en una «hermosa diosa». Aparte de su familia, las dos primeras personas que conocieron su verdadero rostro son Su-ho, su primer amor en la escuela secundaria con quien se había encontrado previamente con su rostro desnudo un par de veces en una tienda de cómics, y Seo-jun, quien se convirtió en su novio.
- Lee Su-ho

un estudiante universitario coreano - japonés de ingeniería de 21 años de edad que también está tomando clases de cocina; El primer amor de Ju-gyeong y el ex mejor amigo de Seo-jun en la escuela secundaria. Su-ho es hijo de un famoso actor coreano y una madre japonesa que es étnicamente coreana pero nació en Japón . De vuelta en la escuela secundaria, se convirtió en el mejor amigo de Seo-jun y Se-yeon, pero después de ignorar involuntariamente a Se-yeon momentos antes del suicidio de este último, se convierte en objeto de la hostilidad de Seo-jun. La inmensa culpa por la muerte de Se-yeon y la amistad rota con Seo-jun lo convierte en un chico frío y distante que, sin que todos lo sepan, no puede dormir bien y que también ha contemplado el suicidio. Compartiendo la afición de Ju-gyeong por las historietas de terror, a veces se encuentra con ella dentro de una tienda de cómics que ambos frecuentan y pronto desarrolla sentimientos por ella. En la escuela secundaria, es el primero en reconocer a Ju-gyeong más allá de su maquillaje. Más tarde se reconcilia con Seo-jun después de hablar sobre lo que realmente le sucedió el día del suicidio de Se-yeon.
- Han Seo-Jun

un artista de K-pop solista de 21 años de ST Entertainment; Exnovio de Ju-gyeong y ex-mejor amigo de Su-ho en la escuela secundaria. De vuelta en la escuela secundaria, Seo-jun se convirtió en el mejor amigo de Su-ho y Se-yeon después de que los rescató de los matones. Se convierte en un aprendiz de idol después de ser convencido por Se-yeon quien, junto con Su-ho, descubrieron su talento para el canto. Después del suicidio de Se-yeon, rompió su amistad con Su-ho (se reconciliaron más tarde) y dejó de perseguir el estrellato de los idols. En la escuela secundaria, estaba enamorado de Ju-gyeong, pero no la conquistó debido a los sentimientos mutuos entre Su-ho y Ju-gyeong. Cuando Su-ho se fue a Japón por unos años, se convirtió en el novio de Ju-gyeong y reanuda su entrenamiento de idol. Más tarde acepta a regañadientes el deseo de Ju-gyeong de romper después de que Ju-gyeong sufriera la presión y las críticas en línea asociadas con salir con un próximo idol.

## Antecedentes e historial de publicaciones

### Naver webtoon
La planificación del webtoon que más tarde se conocería como True Beauty comenzó cuando la autora del webtoon Kim Na-young, más conocida por su nombre de pluma Yaongyi, estaba en su adolescencia. Publicó la primera versión de True Beauty en Challenge Comics de Naver Comics, una plataforma para nuevos webtoons de autoedición (similar a WEBTOON 's CANVAS ). En esta versión, el protagonista era un hombre y Yaongyi lo describió como un niño con una «apariencia cálida» y un otaku. 
Después de un descanso de los webcomics, Yaongyi volvió a trabajar en True Beauty cuando tenía veintitantos años y cambió su protagonista por el personaje femenino actual Im Ju-kyung, pero mantuvo el tema del webtoon de «verdadera belleza», es decir, la bondad interior de uno es mejor que su apariencia física. En una entrevista con Naver Webtoon, explicó que aunque los lectores pudieron haber disfrutado de True Beauty con un protagonista masculino, ella cambió al protagonista de hombre a mujer ya que su objetivo era crear una historieta «accesible» y «fácil de leer» con una historia con la que la mayoría de los lectores pueden identificarse.
Yaongyi también trabajó una vez como fit model antes de aventurarse en los webcomics. Esto, combinado con su afición por la moda y los cosméticos, la ayudó a conceptualizar True Beauty  que luego se publicaría como un webtoon formal de Naver a partir del 2 de abril de 2018 y que se publica semanalmente los lunes. .
Varias traducciones oficiales de True Beauty se publicaron en las plataformas webtoon no coreanas de Naver ya en mayo de 2018, cuando se lanzaron las versiones tailandesa e indonesia a partir del 14 y 19, respectivamente. La versión en chino siguió el 29 de junio de 2018 mientras que la versión en inglés se lanzó el 14 de agosto de 2018 En 2019, True Beauty también fue traducida al español y francés, lanzada el 21 de noviembre y el 18 de diciembre, respectivamente.

#### Otros nombres
Desde su lanzamiento internacional, True Beauty se ha hecho conocida con otros nombres además de su título internacional en inglés y su título literal traducido al inglés. Son los siguientes:
- The Secret of Angel (en Indonesia)[17]
- The Secret of a Goddess (en Tailandia)[18]
- Secretos de Belleza (en España)[19]

### Versión impresa
Una versión impresa de True Beauty fue lanzada a partir del 29 de octubre de 2020 por Young Com.

## Adaptaciones

### Drama coreano
True Beauty ha sido adaptada en una serie de televisión del mismo nombre que se estrenó en tvN el 9 de diciembre de 2020. El plan para adaptar el webtoon en una serie de televisión se reveló en julio de 2019, y el casting de Moon Ga-young, Cha Eun-woo y Hwang In-yeop se confirmó en agosto de 2020 Escrita por Lee Si-eun y dirigida por Kim Sang-hyeop, la serie se centra en el arco de la historia de la escuela secundaria del webtoon original, pero con cambios considerables en la trama y las caracterizaciones . Los personajes principales Im Ju-kyung, Lee Su-ho y Han Seo-jun son interpretados por Moon, Cha y Hwang respectivamente, mientras que el personaje secundario Kang Soo-jin fue recalificado, y pasó a ser uno de los personajes principales de la serie, y es interpretado por Park Yoo-na.

### Anime coreano
El 3 de noviembre de 2021 se anunció una serie animada coreana en formato ONA. Está coproducida por Studio N y Cocktail Media, y se estrenó el 7 de agosto de 2024.
En el evento Anime NYC 2023, Crunchyroll anunció que obtuvo la licencia de la serie fuera de Asia.
La serie anime cuenta con 13 episodios, y se emitió entre agosto y octubre de 2024 por la plataforma Crunchyroll.